# Slepende ziekte
Slepende ziekte is een hoorspel van György Sós. Schleichende Krankheit werd op 9 november 1978 door de Hessischer Rundfunk uitgezonden. Otto Dijk vertaalde het en de NCRV zond het uit op 2 juni 1982. De regisseur was Ab van Eyk. Het hoorspel duurde 18 minuten.

## Rolbezetting
- John Leddy (fabriekschef)

## Inhoud
De auteur citeert uit “Het dagboek van een afdelingsleider ten tijde van de griepepidemie". Terwijl de koortsgolven door het bedrijf zwalpen, stijgt de vertwijfeling van de fabriekschef: hij meet en meet zijn temperatuur; ze is lager dan hij het aanvoelt. Het onrechtvaardige noodlot treft hem diep: allen melden zich ziek, alleen hij moet werken…